# William Fairbank senior
William Martin Fairbank Sr. (* 24. Februar 1917 in Minneapolis; † 30. September 1989 in Palo Alto) war ein US-amerikanischer Physiker.

## Leben
Fairbank studierte am Whitman College (Bachelor 1939) in Walla Walla im Bundesstaat Washington und promovierte 1948 an der Yale University bei C. T. Lane in Tieftemperaturphysik. Im Zweiten Weltkrieg war er am Radiation Laboratory des Massachusetts Institute of Technology. Ab 1947 war er Assistant Professor am Amherst College und ab 1952 an der Duke University, wo er später Professor wurde. Die Einladung an die Duke University erfolgte durch Fritz London, der sich als Theoretiker mit Supraleitern und Supraflüssigkeiten beschäftigte und eine entsprechende experimentelle Forschung etabliert wissen wollte. Ab 1959 war Fairbank Professor an der Stanford University. Ab 1985 war er dort Professor Emeritus. Er starb an einem Herzanfall beim Jogging.
Fairbank war ein Pionier der Tieftemperaturphysik. An der Duke University untersuchte er die Eigenschaften von flüssigem Helium und untersuchte unter anderem den Lambda-Übergang von Helium-4 (Divergenz der spezifischen Wärme am Übergang zum Supraflüssigen Zustand) und die Phasenmischung von Helium 3 und 4. In Stanford entwickelte seine Gruppe als erste supraleitende Hohlraumresonatoren für Teilchenbeschleuniger. Er fand dort auch mit seinem Doktoranden Bascom Deaver 1961 als einer der ersten quantisierte Werte des magnetischen Flusses bei supraleitenden Zylindern. Diese Entdeckung der Flussquantisierung (mit Bestätigung der BCS-Theorie) gelang unabhängig und etwa gleichzeitig Martin Näbauer und Robert Doll von der TU München, die im gleichen Heft von Physical Review Letters veröffentlichten.
Seine jahrzehntelangen Arbeiten in Stanford zum Test einer Vorhersage der Allgemeinen Relativitätstheorie führten nach seinem Tod zur Gravity-Probe-Mission (mit supraleitenden Kreiseln in einer Erdumlaufbahn) unter Leitung seines ehemaligen Mitarbeiters und Kollegen Francis Everitt. Mit Experimenten im Weltraum war er schon ab 1963 als Mitglied des Physik-Komitees der NASA beteiligt und untersuchte in den 1970er Jahren den Einfluss von Mikrogravitation im Weltraum auf Experimente zu Phasenübergängen bei flüssigem Helium, z. B. das 1992 im Space Shuttle ausgeführte Lambda Point Experiment.
1977 behauptete er mit George Larue,
Hinweise auf die Existenz eines freien Quarks gefunden zu haben (also eines Teilchens mit etwa einem Drittel der Elektronenladung), in einer stark verbesserten Version des Öltropfen-Experiments von Robert Millikan. 1979 meldete er eine zweite Beobachtung eines Quarks. Sein Fund konnte aber von keiner anderen Gruppe bestätigt werden. An Verbesserungen des Experiments arbeitete er bis zu seinem Tod.
Sein Bruder Henry A. Fairbank (* 1918) war ebenfalls Physik-Professor (Yale University, Duke University). Einer seiner drei Söhne, William M. Fairbank Junior, ist Professor für Physik an der Colorado State University.

## Ehrungen
1963 erhielt Fairbank den Oliver E. Buckley Condensed Matter Prize. 1967 wurde er in die American Academy of Arts and Sciences gewählt. 1968 erhielt er den Fritz London Memorial Prize, sowie die Wilbur Cross Medal der Yale University. Er war dreifacher Ehrendoktor. 1962 wurde er „California Scientist of the Year“. 1963 wurde er Mitglied der National Academy of Sciences und 1978 der American Philosophical Society.